# Lợn Đại bạch Ý
Lợn Đại bạch Ý (Large White Italiana) là giống lợn có nguồn gốc từ nước Ý, chúng xuất phát từ giống lợn trắng lớn của Anh hoặc lợn Yorkshire. Đây là giống lợn được nuôi nhiều nhất ở Ý. Nó là một trong bảy giống lợn có nguồn gốc nước ngoài được Bộ trưởng Bộ Nông nghiệp và Lâm nghiệp, Bộ Nông nghiệp và Lâm nghiệp Ý, Bộ trưởng Bộ Nông nghiệp và Lâm nghiệp Italia công nhận, và là một trong bốn giống lợn được công nhận bởi tổ chức Associazione Nazionale Allevatori Suini, Hiệp hội chăn nuôi lợn quốc gia Ý.

## Đặc điểm
Lợn Yorkshire lần đầu tiên được nhập khẩu vào Ý vào năm 1873, bởi giám đốc của Istituto Tecnico Agrario của Reggio Emilia. Chúng lây lan nhanh chóng, lúc đầu ở thung lũng Po, và sớm khắp Ý. Đến năm 1886, họ ở trong vùng Faenza; ở đây hai quần thể địa phương, San Lazzaro và Bastianella (được đặt tên cho các vùng đất tư nhân nơi chúng được nuôi dưỡng) có được trạng thái của các loại phụ. Giống lai thế hệ đầu tiên của chúng với lợn Mora Romagnola địa phương đã bảo quản được một số chất lượng thịt của giống địa phương, nhưng tăng trưởng nhanh hơn nhiều; vì màu khói của chúng, những giống lai này được gọi là Fumati (lợn khét).
Một cuốn sách được thành lập vào năm 1970. Vào cuối năm 2007, đã có 51.418 con lợn đã đăng ký. Giống này có mặt khắp Ý; phần lớn dân số tập trung ở Thung lũng Po, nơi mà lợn lớn được nuôi lớn. Với kích thước lớn, chân khỏe và tăng trưởng nhanh của Large White làm cho nó thích hợp cho việc chăn nuôi lợn nặng ký cần thiết để sản xuất prosciutto crudo - đặc biệt là Prosciutto di Parma và Prosciutto di San Daniele - và các sản phẩm thịt truyền thống khác của Ý. Các giòng lợn của Ý đã trải qua một thời gian dài được chọn lọc lai cho mục đích này. Cả hai giống lợn lai trắng lớn thuần chủng và giống lai thế hệ đầu tiên với các giống khác được nuôi để giết mổ, chủ yếu để sản xuất salumi; một số, tuy nhiên, được giết mổ để cho thịt tươi. Trọng lượng giết mổ thông thường là khoảng 160–170 kg.